# Filippo di Maiorca
Filippo (1288 – Napoli, 1340) fu un principe del Regno di Maiorca e reggente per conto del nipote Giacomo III di Maiorca.  Personalità di mistico e difensore della povertà della Chiesa, fu protettore degli Spirituali prima e poi dei Fraticelli.

## Biografia
Era figlio del re Giacomo II di Maiorca e di Esclarmonde di Foix.
Mentre suo padre veniva spogliato del suo regno da parte del nipote Alfonso III di Aragona (negli anni 1286-1298), il giovane Filippo passò gli anni della sua infanzia in Francia: non essendo il primogenito, era destinato agli studi. A Parigi studiò arti liberali e teologia insieme a suo fratello Giacomo (il primogenito, che però rinunciò alla corona nel 1299 per farsi frate francescano). Proprio durante gli anni di studio a Parigi, nel 1302 (a quattordici anni) Filippo maturò la decisione di entrare nell'ordine dei Frati Predicatori. Molto probabilmente venne anche ordinato prete. Dopo diversi anni, tuttavia, Filippo decise di abbandonare l'ordine domenicano, tanto che in alcuni ambienti cominciò a girare la voce che l'infante fosse l'anticristo (poiché era opinione diffusa che l'anticristo dovesse essere un ex-frate).
Il giovane considerò allora di entrare, come suo fratello, nell'ordine dei Frati Minori, ma rimase fortemente deluso dalla corrente allora maggioritaria nell'ordine, la cosiddetta Comunità. Quei francescani erano, a parere di Filippo, infedeli al primitivo ideale dell'ordine e si erano convertiti in persecutori dei veri custodi della povertà francescana, gli Spirituali. Alla fine, Filippo si affiliò al Terz'ordine francescano, si obbligò con un voto ad osservare la Regola e il Testamento di san Francesco in tutto il loro rigore e si circondò, nella sua corte di Maiorca, di religiosi e beghini animati dallo stesso zelo. Raimondo Lullo, in un suo opuscolo sul Natale (De natali parvuli pueri Iesu) definisce il principe "illustris, devotus et humilis".
Ricevette dai papi molti titoli e benefici: tra l'altro, fu abate secolare dell'abbazia di San Paolo a Narbonne, prevosto di Bages, canonico ad Elne, Parigi, Tournai, Beauvais, Barcellona e Maiorca.
Nel 1311 conobbe ad Avignone Angelo Clareno, l'ex-superiore dei francescani zelanti affiliati agli Eremiti di Celestino V e, dopo la morte di Pietro di Giovanni Olivi, egli stesso guida degli Spirituali. Nel 1313 Clareno passò cinquanta giorni alla corte del principe Filippo a Maiorca. Da allora, l'amicizia tra i due si fece ogni giorno più profonda, tanto che Clareno arrivò ad essere per Filippo un consigliere imprescindibile, e a lui si debbono senza dubbio le posizioni sempre più estremiste nella religiosità del principe. Fu sicuramente per sottrarlo a questa influenza e per evitare che fosse totalmente conquistato dalle idee di Clareno, che il papa Giovanni XXII offrì a Filippo nel 1317 la diocesi di Mirepoix, alla quale egli rinunciò, così come l'anno precedente aveva rinunciato all'arcivescovado di Tarragona. Clareno si congratulò vivamente con Filippo per queste decisioni.
Il papa ottenne per lo meno che Filippo intervenisse come pacificatore, in quello stesso anno, nei dissensi sorti tra la Corona d'Aragona e il Regno di Maiorca, e per questo motivo Filippo scrisse ai due sovrani una lettera piena di amarezza, di disprezzo per le realtà mondane e di attese apocalittiche.
Alla morte di suo fratello, il re Sancho I di Maiorca, nel 1324 Filippo venne nominato reggente per il nipote Giacomo III di Maiorca (figlio del fratello di Filippo e Sancho, Ferdinando, e nominato erede da Sancho prima che questi morisse senza lasciare discendenti diretti). La nomina a erede del piccolo Giacomo suscitava già da tempo, però, le ire del re di Aragona Giacomo II, che pretendeva per sé il regno di Maiorca alla morte di Sancho. La guerra venne evitata da papa Giovanni XXII: venne deciso che Giacomo II d'Aragona avrebbe rinunciato ad ogni pretesa successoria in cambio dell'impegno di Giacomo III di Maiorca ad aiutare la Corona d'Aragona nella conquista della Sardegna.
Messo provvisoriamente alla guida del regno, Filippo fu costretto a rispettare questo accordo, nonostante ciò comportasse per la popolazione il pagamento di ingenti tasse per far fronte alle spese di guerra. Il Paese subì così una dura crisi finanziaria. Oltre a questi motivi, dovettero essere anche il pessimismo, l'isolamento e l'atteggiamento disilluso di Filippo, ad attirare contro di lui scontenti e denunce, che sfociarono anche in una rivolta guidata dai conti di Foix e del Comminges.
Filippo pensò anche che i rapporti con il ramo principale della Casa di Aragona andassero comunque rafforzati attraverso un'unione matrimoniale: il piccolo Giacomo venne quindi fidanzato il 24 settembre 1325 all'infanta Costanza d'Aragona, figlia del futuro re Alfonso il Benigno.
Nell'estate del 1329 Filippo abbandonò la corte di Maiorca e si recò a Napoli, alla corte di sua sorella Sancha. Da qui rinunciò a tutti i suoi benefici ecclesiastici, visse nella più radicale povertà, e nel 1335, con il riconoscimento della maggiore età di Giacomo, terminò anche ufficialmente la sua reggenza nel Regno di Maiorca. A Maiorca rimaneva il suo circolo, vivace e austero, di beghini, in contatto con i fraticelli diffusi in Italia e in Provenza. Ancora nel 1362, durante il processo dell'Inquisizione contro Luigi di Durazzo accusato di essere protettore dei Fraticelli, un testimone dichiarò che una setta di seguaci di Clareno si chiamava "Fratelli di Filippo di Maiorca".
In una sua predica tenuta a Napoli, Filippo attaccò apertamente il papa, accusandolo di essere il persecutore dei veri seguaci del Vangelo. Alla morte di Clareno, nel 1337, Filippo esercitò un ruolo di guida di questi "zelanti" francescani dell'Italia meridionale. In una lettera al cognato Roberto I di Napoli, il papa Giovanni XXII definiva Filippo un ribelle notorio e impenitente, capo di una setta condannata che annoverava al suo interno dei veri eretici. Il principe Filippo si mantenne, comunque, irriducibile. Morì tra 1340 e 1343.

## Ascendenza
|                       |                             |                              | Genitori                      |  |  | Nonni |  |  | Bisnonni            |  |  | Trisnonni            |  |
|                       |                             |                              |                               |  |  |       |  |  | Pietro II d'Aragona |  |  | Alfonso II d'Aragona |  |
|                       |                             |                              |                               |  |  |       |  |  | Pietro II d'Aragona |  |  | Alfonso II d'Aragona |  |
|                       |                             | Sancha di Castiglia          |                               |  |  |       |  |  | Pietro II d'Aragona |  |  |                      |  |
| Giacomo I d'Aragona   |                             |                              |                               |  |  |       |  |  | Pietro II d'Aragona |  |  |                      |  |
|                       |                             | Maria di Montpellier         | Guglielmo VIII di Montpellier |  |  |       |  |  |                     |  |  |                      |  |
|                       |                             | Maria di Montpellier         | Guglielmo VIII di Montpellier |  |  |       |  |  |                     |  |  |                      |  |
|                       |                             | Maria di Montpellier         | Eudocia Comnena               |  |  |       |  |  |                     |  |  |                      |  |
| Giacomo II di Maiorca |                             | Maria di Montpellier         |                               |  |  |       |  |  |                     |  |  |                      |  |
|                       |                             | Andrea II d'Ungheria         | Béla III d'Ungheria           |  |  |       |  |  |                     |  |  |                      |  |
|                       |                             | Andrea II d'Ungheria         | Béla III d'Ungheria           |  |  |       |  |  |                     |  |  |                      |  |
|                       |                             | Andrea II d'Ungheria         | Agnese d'Antiochia            |  |  |       |  |  |                     |  |  |                      |  |
| Iolanda d'Ungheria    |                             | Andrea II d'Ungheria         |                               |  |  |       |  |  |                     |  |  |                      |  |
|                       |                             | Iolanda di Courtenay         | Pietro II di Courtenay        |  |  |       |  |  |                     |  |  |                      |  |
|                       |                             | Iolanda di Courtenay         | Pietro II di Courtenay        |  |  |       |  |  |                     |  |  |                      |  |
|                       |                             | Iolanda di Courtenay         | Iolanda di Fiandra            |  |  |       |  |  |                     |  |  |                      |  |
| Filippo di Maiorca    |                             | Iolanda di Courtenay         |                               |  |  |       |  |  |                     |  |  |                      |  |
|                       | Ruggero Bernardo II di Foix | Raimondo Ruggero di Foix     |                               |  |  |       |  |  |                     |  |  |                      |  |
|                       | Ruggero Bernardo II di Foix | Raimondo Ruggero di Foix     |                               |  |  |       |  |  |                     |  |  |                      |  |
|                       | Ruggero Bernardo II di Foix | Filippa di Moncada           |                               |  |  |       |  |  |                     |  |  |                      |  |
| Ruggero IV di Foix    | Ruggero Bernardo II di Foix |                              |                               |  |  |       |  |  |                     |  |  |                      |  |
|                       |                             | Ermesinda di Castelbon       | Arnaldo di Castelbon          |  |  |       |  |  |                     |  |  |                      |  |
|                       |                             | Ermesinda di Castelbon       | Arnaldo di Castelbon          |  |  |       |  |  |                     |  |  |                      |  |
|                       |                             | Ermesinda di Castelbon       | Arnalda di Caboet             |  |  |       |  |  |                     |  |  |                      |  |
| Esclarmonde di Foix   |                             | Ermesinda di Castelbon       |                               |  |  |       |  |  |                     |  |  |                      |  |
|                       |                             | Raimondo Folch IV de Cardona | Guglielmo I de Cardona        |  |  |       |  |  |                     |  |  |                      |  |
|                       |                             | Raimondo Folch IV de Cardona | Guglielmo I de Cardona        |  |  |       |  |  |                     |  |  |                      |  |
|                       |                             | Raimondo Folch IV de Cardona | …                             |  |  |       |  |  |                     |  |  |                      |  |
| Brunisenda di Cardona |                             | Raimondo Folch IV de Cardona |                               |  |  |       |  |  |                     |  |  |                      |  |
|                       |                             | Agnese di Tarroja            | …                             |  |  |       |  |  |                     |  |  |                      |  |
|                       |                             | Agnese di Tarroja            | …                             |  |  |       |  |  |                     |  |  |                      |  |
|                       |                             | Agnese di Tarroja            | …                             |  |  |       |  |  |                     |  |  |                      |  |
|                       |                             | Agnese di Tarroja            |                               |  |  |       |  |  |                     |  |  |                      |  |